# Walker’s Cay
Walker’s Cay – najbardziej na północ wysunięta wyspa Bahamów, część dystryktu North Abaco.

## Geografia
Walker’s Cay leży na Oceanie Atlantyckim, w północnej części archipelagu Bahamów, 85 km na północny wschód od miasta West End na Wielkiej Bahamie oraz 169 km od miasta Jupiter na Florydzie. Powierzchnia wyspy wynosi około 40 hektarów. Walker’s Cay znajduje się na północnym krańcu Małej Ławicy Bahamskiej, platformy węglanowej o płytkim dnie (średnio 3 m głębokości) oraz błękitnej wodzie, jednak na północ od wyspy dno Oceanu Atlantyckiego gwałtownie opada i tworzy stok kontynentalny. Wyspą leżącą najbliżej Walker’s Cay jest Grand Cay.

## Turystyka
Niegdyś Walker’s Cay był popularnym miejscem połowu ryb, jednak z powodu ogromnych zniszczeń powstałych po przejściu dwóch huraganów w 2004 roku, wyspa została opuszczona. Obecnie wyspa jest poddawana ponownemu zaludnianiu i niwelowaniu strat przez nowego właściciela wyspy.